# Hannah Montana: Spotlight
Hannah Montana: Spotlight är ett TV-program från 2010 som sänds på Disney Channel. Under programmets gång visas ett avsnitt av Hannah Montana.

## Kändis-gäster
- Anna Book
- Molly Sandén
- Marie Serneholt
- Tomine Harket
- Eric Saade
- Amy Diamond
- Vendela Palmgren
- Oscar Kongshoj
- Shenie Fogo
- Leanda Klingsheim